# Team spoedeisende hulp
Team Spoedeisende Hulp is een Nederlands televisieprogramma op RTL 5.
In dit televisieprogramma wordt de afdeling spoedeisende hulp in verschillende ziekenhuizen gevolgd. Iedere aflevering is te zien hoe trauma artsen en verpleegkundigen medische zorg verlenen bij spoedgevallen die binnenkomen in het ziekenhuis.

## Ziekenhuizen
Per seizoen wordt er in twee ziekenhuizen gefilmd.

#### Seizoen 1 (maart 2019)
- CWZ in Nijmegen[1]
- MST in Enschede[2]

#### Seizoen 2 (oktober 2019)
- ZGT in Almelo[3]
- Meander MC in Amersfoort[4]

#### Seizoen 3 (maart 2020)
- ETZ in Tilburg[5]
- Meander MC in Amersfoort[6]